# ناحیه أیوب
ناحیه أیوب (به عربی: دائرة أیوب) یک ناحیه در الجزایر است که در استان سعیده واقع شده‌است.